# 瓦约凯斯
瓦约凯斯（法語：Vailhauquès，法語發音：[vajokɛs]）是法国埃罗省的一个市镇，属于蒙彼利埃区。

## 地理
瓦约凯斯（43°40'20"N, 3°43'4"E）面积16.12 平方千米，位于法国奧克西塔尼大區埃罗省，该省份为法国南部沿海省份，南濒地中海，西南接奥德省，西北接塔恩省和阿韦龙省，东北与加尔省接壤。
与瓦约凯斯接壤的市镇（或旧市镇、城区）包括：阿热利耶、孔巴约、格拉贝勒、蒙塔尔诺、米尔勒。

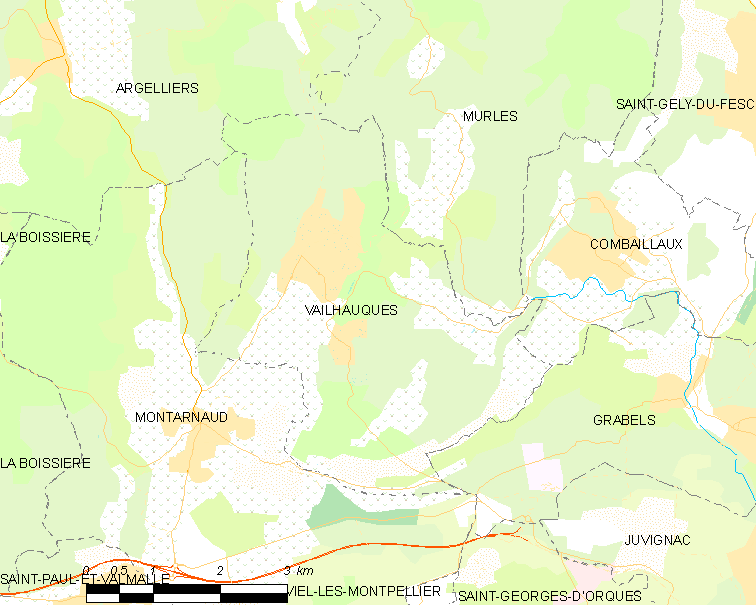
瓦约凯斯的OSM定位图

瓦约凯斯的时区为UTC+01:00、UTC+02:00（夏令时）。

## 行政
瓦约凯斯的邮政编码为34570，INSEE市镇编码为34320。

## 政治
瓦约凯斯所属的省级选区为圣热利迪费斯克县。

## 人口

1962-2008年间瓦约凯斯人口变化图示

瓦约凯斯于2022年1月1日时的人口数量为2684人。